# Torre Matteucci
La Torre Matteucci alle Paludi, identificata anche come Rocca di San Marco alle Paludi, è una torre medievale della città di Fermo, un tempo denominata Turris Speculatrix, sita all'estremo della località Bore di Tenna, fuori le mura cittadine.
Questa e l'omonima torre situata nel centro della città sono le uniche torri fermane del periodo tardo medievale ancora esistenti.

## Storia
Anche se non si hanno molte notizie sulle sue origini, è ipotizzabile che sia stata costruita a scopi militari tra il XIII e il XIV secolo. Secondo voci non accertate pare che la "Turris Speculatrix" fosse unita alla vicina abbazia di "San Marco alle Paludi" da una galleria sotterranea utilizzabile come via di fuga.
Ulteriore funzione della torre era quella di avvistamento di eventuali incursioni piratesche nei confronti della città. Per molto tempo si pensò che l’appellativo “Matteucci” fosse dovuto al nome della nota famiglia che volle la sua realizzazione. In realtà è decisamente più probabile che tale denominazione venne assunta dalla struttura solo dopo che questa divenne essere un possedimento della potente famiglia Matteucci.
Nel 1820 la chiesa e la tenuta di San Marco alle Paludi e quindi la stessa Torre furono ereditate dalla famiglia Vitali e alla fine del XIX secolo la torre, che versava in condizioni di abbandono venne usata come torre colombaia.
Agli inizi del XX secolo venne ristrutturata e venne ricostruita la merlatura ghibellina.
A seguito del terremoto del settembre 1997 la torre ha subito ingenti danni ed è stata dichiarata inagibile.

## Descrizione
La torre ha una pianta quadra con merlatura alla ghibellina ed era dotata di otto feritoie da moschetto, utilizzabili dai contingenti preposti alla sorveglianza, che solitamente erano composti da una quindicina di persone, ma che in caso di necessità potevano ampliarsi fino ad un centinaio di elementi, inclusi i monaci del vicino monastero.